# Громихін В'ячеслав Михайлович
В'ячесла́в Миха́йлович Громи́хін (* 29 березня 1942, Кондратівка Білозерського району Курської області) — український архітектор.

## Життєпис
Народився в сім'ї службовця, до школи ходив на Камчатці, навчання закінчував в Києві. 1961 закінчив Київське художнє ремісниче училище, 1970 — Київський інженерний будівельний інститут за фахом архітектор.
Працював архітектором в Київському інституті «Діпромісто», заступником головного архітектора Хмельницького.
У 1973 році прийнятий до Спілки архітекторів СРСР. Член правління Союзу архітекторів України, містобудівної ради міста Херсон та області.
В 1979—2002 роках — головний архітектор Херсона.

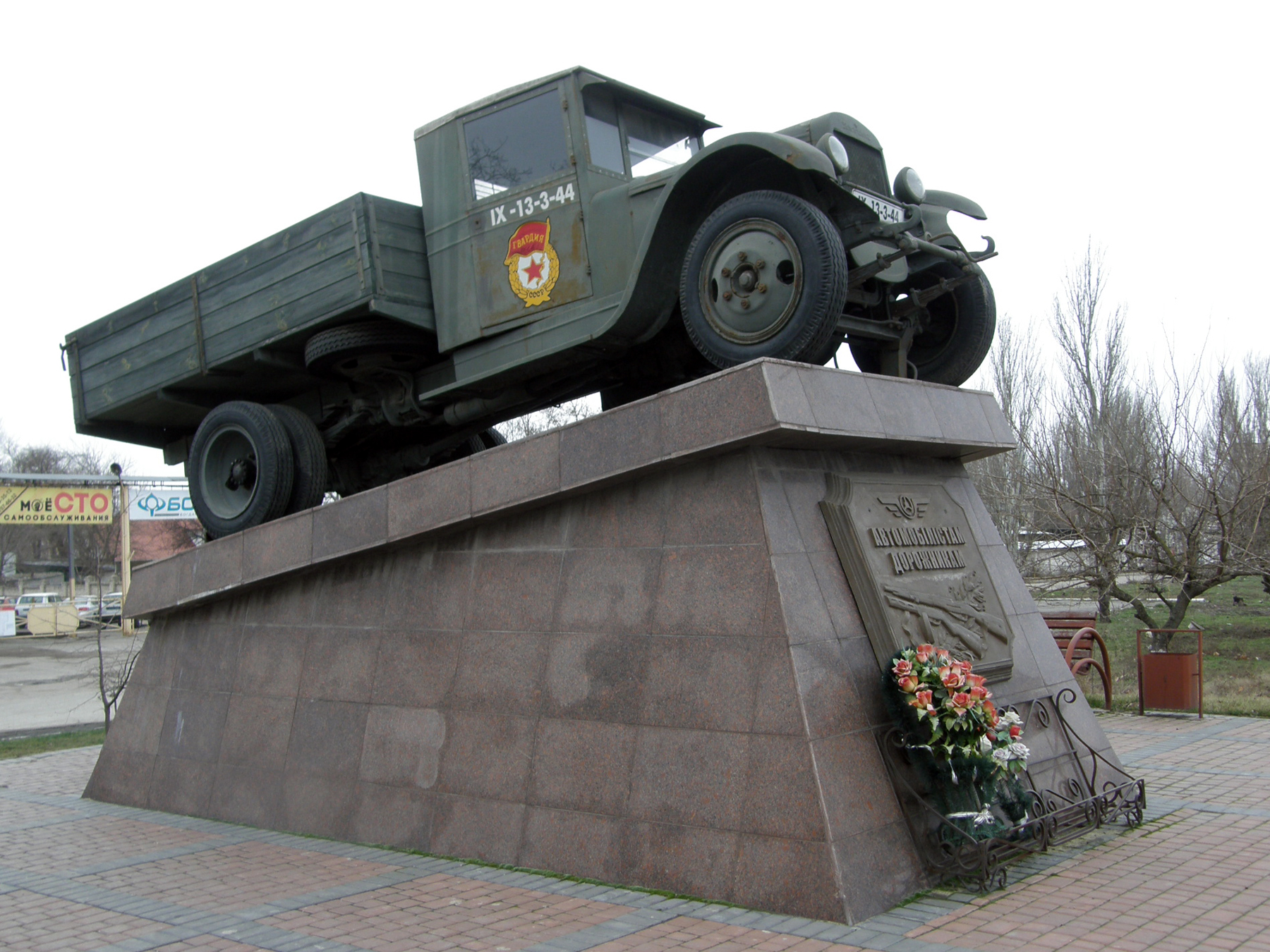
пам'ятник автомобілістам і шляховикам, 2013

Нагороджений Почесною грамотою Кабінету Міністрів України, Дипломом 3 ступеню «За успіхи в економічному та соціальному розвитку Української РСР», медаллю «За вагомий внесок у розвиток м. Голої Пристані», знаком «За заслуги перед громадою міста Херсона», почесний громадянин міста Херсона — 2012.
21 березня 2024 року був позбавлений звання почесного громадянина Херсона за співпрацю з російськими окупантами. Відповідне розпорядження підписав начальник Херсонської міської військової адміністрації Роман Мрочко.
Серед робіт:
- Герб Хмельницького — 1971,
- Монумент Вічної Слави — Хмельницький, 1983, разом із архітектором Є. Є. Перехрестом та скульптором В. І. Знобою,
- пам'ятник Шевченку, 1992, Хмельницький,
- Пам'ятник жертвам тоталітарного режиму — Херсон, зі скульптором Є. В. Бондаренком.

## Витоки
- Херсон. Громада [Архівовано 4 квітня 2016 у Wayback Machine.]
- Уроки історії — Голодомор